# Lorenza Carlassare
Lorenza Carlassare (Padova, 1º aprile 1931 – Padova, 21 agosto 2022) è stata una giurista e costituzionalista italiana, professore emerito di diritto costituzionale all'Università degli Studi di Padova.

## Biografia
Allieva di Vezio Crisafulli, è stata la prima donna, in Italia, a ricoprire la cattedra di diritto costituzionale. Ha insegnato prima all'Università di Padova, poi a Verona e quindi a Ferrara, prima di far ritorno a Padova, nella cui facoltà di giurisprudenza ha insegnato fino alla collocazione fuori ruolo. È stata accademica dei Lincei, oltre che socia dell'Accademia Olimpica di Vicenza e dell'Accademia Galileiana di Scienze Lettere e Arti di Padova.
Oltre all'attività scientifica e dottrinaria si è attivata in favore della conoscenza e alla difesa della Costituzione della Repubblica Italiana, con la pubblicazione di opere divulgative e di articoli d'opinione su quotidiani e riviste e con attività sul campo, anche attraverso l'attivismo culturale nell'associazione Libertà e Giustizia, fondata a Milano nel 2002, di cui era socia onoraria e membro del Consiglio di Presidenza.
Ha contribuito alla redazione della Storia d'Italia Einaudi.
Ha fatto parte della commissione per le riforme costituzionali istituita nella XVII legislatura per elaborare proposte di modifica della seconda parte della Costituzione. Si è dimessa l'11 luglio 2013 in polemica con la sospensione dei lavori parlamentari ottenuta dal Popolo della Libertà a seguito della fissazione dell'udienza per il ricorso in Cassazione contro la sentenza del processo Mediaset, un episodio da lei definito come una "disfatta morale" e "un'intimidazione [...] verso la Cassazione".
Nel 2014 viene proposta dal Movimento 5 Stelle alla presidenza della Repubblica.
Il 22 giugno 2015, ha ricevuto il riconoscimento "Premio Art. 3" istituito dall'Associazione Art. 3 e giunto alla decima edizione.
Si è spenta nella sua casa di Padova il 21 agosto 2022.
Un anno dopo è stata commemorata dall'università di Ferrara.

## Posizioni politiche
Nel 2016 si impegnò in prima persona contro la proposta di revisione costituzionale "Renzi-Boschi" e, di conseguenza, in sostegno del No nel successivo referendum confermativo del 4 dicembre.
Nel 2020, in occasione del referendum costituzionale sulla riduzione del numero dei parlamentari, si è schierata per il Sì.

## Vita privata
In prime nozze fu moglie del filosofo del diritto Luigi Caiani, prematuramente scomparso. Lorenza Carlassare è poi stata coniugata con lo studioso di diritto internazionale Giovanni Battaglini, professore ordinario all'Università degli Studi di Ferrara. Sua figlia, Raffaella Battaglini, è scrittrice e drammaturga.

## Opere
- (con Antonio Cassese, Giuseppe Ugo Rescigno, Enzo Cheli, Giuseppe De Vergottini), Il Presidente della Repubblica, Bologna, Zanichelli, 1978-1983.
- (curatrice) Le garanzie giurisdizionali dei diritti dell'uomo, Padova, CEDAM, 1988.
- (curatrice) I gruppi parlamentari nell'esperienza della XIII legislatura: democrazia, rappresentanza, responsabilità, Padova, CEDAM, 2001.
- Conversazioni sulla Costituzione, Padova, CEDAM, 1996 (2002, 2011).
- (con Marco Giampieretti e Alessandro Di Blasi), La rappresentanza democratica nelle scelte elettorali delle regioni, Padova, CEDAM, 2002.
- (con Giuseppe Ugo Rescigno e Federico Sorrentino), La dottrina di Sergio Fois, Modena, Mucchi Editore, 2012 ISBN 978-88-7000-561-5.
- Nel segno della Costituzione: la nostra carta per il futuro, coll. Campi del sapere, Milano, Feltrinelli, 2012 ISBN 978-88-07-10480-0.